# Greene Vardiman Black

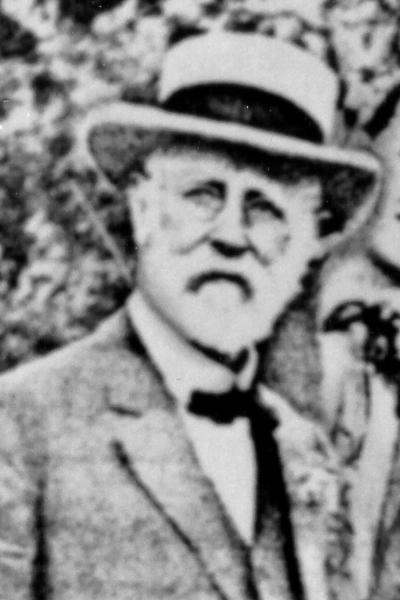
Dr. Greene Vardiman Black

Greene Vardiman Black (Winchester, 3 augustus 1836 – Chicago, 31 augustus 1915) was een Amerikaanse tandarts. Hij staat bekend als de grondlegger van de moderne tandheelkunde. In onze landen is hij vooral bekend door zijn caviteitsindeling volgens Black ten behoeve van classificatie van vulling en dus ook van cariës en om zijn visie op de caviteitspreparatie voor amalgaamvullingen. De zin "extention for prevention" is nog in het geheugen gegrift van iedere tandarts. Zijn theorie kwam hierop neer dat de randen van de caviteit moesten vallen binnen zelfreinigende zones van het tandoppervlakte ter voorkoming van secundaire cariës. Dit had als nadeel dat men zeer veel gezond tandweefsel moest opofferen. Deze theorie is door de verbetering van de mondhygiëne al geruime tijd achterhaald. 
Verder heeft hij nog onderzoek gedaan naar de samenstelling voor amalgaam en was hij de uitvinder van het pedaal aan de tandartsstoel.